# Self Portrait
Self Portrait är Bob Dylan tionde studioalbum, utgivet som en dubbel-LP 1970. Detta är kanske Bob Dylans mest kontroversiella albumsläpp till dags dato. En handfull av låtarna var covers. En del var överblivet material från tidigare album, och några versioner på redan kända Dylan-låtar fanns här också. Det påstås att Dylan gjorde det här albumet eftersom han tröttnat på berömmelsen och profetstämpeln, och ville bort från strålkastarljuset ett tag. Bob Dylan har i en intervju med Rolling Stone 1984 själv kallat albumet "ett skämt", och i samma intervju som svar på frågan varför han gav ut den som dubbel-LP sagt "...if you're gonna put a lot of crap on it, you might as well load it up!" (...om man ändå tar med en massa skit på den kan man lika gärna ladda upp ordentligt!) Dylans egen inställning till skivan har dock varierat under årens lopp.
Rolling Stone-recensenten Greil Marcus inledde sin recension av albumet med frasen "What is this shit?" (Vad är detta för skit?), vilket kommit att bli den kändaste kommentaren om det här albumet. Robert Christgau skrev "Jag vet ingen, inte ens de som mest högljutt försvarar denna skiva, som spelar mer än en sida åt gången. Jag lyssnar inte på albumet alls". Vidare kallade han Bob Johnstons produktion tidvis "avskyvärd", anmärkte på att skivan hade för högt inköpspris och häcklade dess omslag. I en mer sentida recension av skivan på Allmusic skrev Stephen Thomas Erlewine att "Skivan är lättare att lyssna på efter så lång tid". Men att "Det är fortfarande omöjligt att räkna ut vad Dylan tänkte när han spelade in allt detta"
Låten "Wigwam" som inte innehåller någon text, men en nynnad melodi av Dylan, släpptes som singel och blev en mindre framgång i USA där den nådde #41 på Billboard Hot 100-listan. Låten blev även listnoterad i några mellaneuropeiska länder, och 2001 togs den med på soundtracket till filmen The Royal Tenenbaums.
I juli 2013 offentliggjordes att Dylan gått igenom inspelningarna från perioden som även omfattade albumet New Morning och samlat ihop ett flertal outgivna och alternativa inspelningar som gjordes mellan 1969 och 1971. Det är den tionde "Bootleg Series"-utgåvan Dylan ger och den har fått titeln The Bootleg Series Vol. 10: Another Self Portrait (1969–1971). Liksom på Self Portrait har skivan ett målat självporträtt av Dylan på omslaget.

## Låtlista
Låtarna skrivna av Bob Dylan, där inget annat namn anges.
1. "All the Tired Horses" - 3:12
2. "Alberta #1" - 2:57
3. "I Forgot More Than You'll Ever Know" (Cecil A. Null) - 2:23
4. "Days of '49" (Alan Lomax, Frank Warner) - 5:27
5. "Early Morning Rain" (Gordon Lightfoot) - 3:34
6. "In Search of Little Sadie" - 2:27
7. "Let It Be Me" (Gilbert Bécaud, Mann Curtis, Pierre Delanoé) - 3:00
8. "Little Sadie" - 2:00
9. "Woogie Boogie" - 2:06
10. "Belle Isle" - 2:30
11. "Living the Blues" - 2:42
12. "Like a Rolling Stone" - 5:18
13. "Copper Kettle (The Pale Moonlight)" (Alfred Frank Beddoe) - 3:34
14. "Gotta Travel On" (Paul Clayton, Larry Ehrlich, David Lazar, Tom Six) - 3:08
15. "Blue Moon" (Lorenz Hart, Richard Rodgers) - 2:29
16. "The Boxer" (Paul Simon) - 2:48
17. "Quinn the Eskimo (The Mighty Quinn)" - 2:48
18. "Take Me as I Am (Or Let Me Go)" (Boudleaux Bryant) - 3:03
19. "Take a Message to Mary" (Felice Bryant, Boudleaux Bryant) - 2:46
20. "It Hurts Me Too" - 3:15
21. "Minstrel Boy" - 3:32
22. "She Belongs to Me" - 2:43
23. "Wigwam" - 3:09
24. "Alberta #2" - 3:12

## Listplaceringar
| Lista (1970)   | Position            |
| -------------- | ------------------- |
| Australien     | 2 (Go Set)          |
| Finland        | 15                  |
| Kanada         | 3 (RPM)             |
| Nederländerna  | 3                   |
| Norge          | 3 (VG-lista)        |
| Storbritannien | 1 (UK Albums Chart) |
| Sverige        | 10* (Kvällstoppen)  |
| USA            | 4 (Billboard 200)   |
| Västtyskland   | 29                  |